# Protinopalpa
Protinopalpa is een geslacht van vlinders van de familie grasmotten (Crambidae).

## Soorten
- P. ferreoflava Strand, 1911
- P. subclathrata Strand, 1911